# Những cuộc phiêu lưu của Tintin: Những điếu xì gà của Pharaoh
Những điếu xì gà của Pharaoh (tiếng Pháp: Les Cigares du Pharaon) là tập thứ 4 trong loạt tiểu thuyết Những cuộc phiêu lưu của Tintin của họa sĩ truyện tranh Bỉ Hergé. Tiểu thuyết được đăng lên tờ báo Bỉ Le Vingtième Siècle với mục dành cho thiếu nhi Le Petit Vingtième, được xuất bản định kì hàng tuần từ tháng 1932 đến tháng 2 năm 1934. Câu chuyện kể về chàng trai Bỉ tên là Tintin và chú chó của anh ta Snowy, họ đã có chuyến phiêu lưu đến Ai Cập khi họ phát hiện ở lăng mộ của Vua Pharaoh đầy xác chết với những hộp chứa điếu xì gà.